# Hyper Light Drifter
Hyper Light Drifter est un jeu vidéo de type action-RPG en 2D développé par Heart Machine. Il est sorti en mars 2016 sur Windows, OS X, Linux, en juillet 2016 sur PlayStation 4, Xbox One et finalement une version bonifiée est sortie sur Nintendo Switch le 6 septembre 2018 sous le nom de Hyper Light Drifter - Special Edition. Une version pour la console Ouya était prévue au départ, mais ces plans furent abandonnés en cours de route.
Le jeu rend hommage aux jeux vidéo des ères 8-bit et 16-bit des années 1980 et du début des années 1990. Alex Preston affirme qu'il tire son inspiration des titres The Legend of Zelda: A Link to the Past et Diablo II.
Pour financer le projet, Alex Preston a lancé une campagne Kickstarter dans le but de réunir 27 000 $, la campagne termine avec plus de 600 000 $ de soutien, permettant à Heart Machine d'ajouter au projet des versions consoles du jeu et d'engager plusieurs autres artistes et programmeurs pour s'ajouter à l'équipe.

## Système de jeu

### Généralités
Hyper Light Drifter est un action-RPG influencé par The Legend of Zelda: A Link to the Past, Secret of Mana ou encore Diablo II. Le joueur incarne Drifter, un personnage ayant accès à des technologies avancées depuis longtemps oubliées par les résidents du monde dans lequel il évolue. Drifter doit rechercher à travers les ruines d'une ancienne civilisation pour trouver le remède à la maladie dont il souffre. Alex Preston, concepteur du jeu, dit s'être inspiré du film Nausicaä de la vallée du vent et de ses propres problèmes de santé.
Le Drifter porte avec lui un sabre d'énergie et plusieurs autres armes auxquelles il a accès après avoir retrouvé des piles pour les recharger. Au cours du voyage, le joueur doit affronter des ennemis de plus en plus nombreux et puissants, obligeant ce dernier à optimiser ses tactiques d'attaque et de défense. Selon Alex Preston, le défi dans la conception de Hyper Light Drifter est de se restreindre aux mêmes limites auxquelles étaient livrés les artistes lors de l'élaboration des jeux de SNES durant le début des années 1990, jugeant que cette limite imposée a engendré un environnement où la musique et l'art visuel remplacent les dialogues parlés.

### Modes de jeu
Hyper Light Drifter se joue en solo, toutefois un mode multijoueur fut promis lors de la campagne de financement Kickstarter de l'automne 2013 pour générer plus de souscriptions. Par contre, lors du développement du ludiciel, le travail sur ce mode fut suspendu pour concentrer les efforts sur la campagne solo. Le 27 avril 2016, une version bêta du mode multijoueur est disponible pour que les joueurs puissent l'évaluer afin de l'annexer ultérieurement à la version commerciale de Hyper Light Drifter,.

## Développement
La date de lancement du jeu a été repoussée à plusieurs reprises : de l'été à l'automne 2014, puis 2015 et finalement au printemps 2016 à cause des ennuis médicaux du concepteur principal du jeu, Alex Preston, et pour parfaire la mécanique du jeu.
Durant des années, Alex Preston désirait concevoir un jeu d'aventure en 2D pouvant combiner des éléments de séries vidéoludiques reconnues comme The Legend of Zelda et Diablo. Après avoir accumulé de l'expérience en tant qu'animateur, Preston se sent prêt à mettre en branle son projet en 2013. En septembre cette année-là, après avoir retenu les services d'un programmeur et d'un musicien, il lance une campagne de financement Kickstarter avec l'objectif de réunir 27 000 $ afin de proposer le jeu pour Microsoft Windows, OS X et Linux. L'équipe ainsi composée prend le nom de Heart Machine.
La campagne de financement atteint son but dès la journée de son lancement. Dans les jours qui suivent, Heart Machine ajoute de nouveaux objectifs à atteindre afin d'apporter plus de ressources au projet : ajout de modes de jeu, de nouveaux personnages, adaptation du jeu pour les consoles (PS4, PS Vita, Xbox One et Wii U. Une fois la campagne de financement terminée, la somme amassée est de 645 158 $. Alex Preston spécifie ultérieurement avoir eu l'intention d'éditer Hyper Light Drifter pour les consoles de salon, mais qu'il avait préféré remplir le premier objectif de financement avant d'en promettre davantage. Ce financement additionnel permit à Heart Machine d'employer de l'aide externe pour adapter Hyper Light Drifter aux consoles de salon,. En février 2016, Alex Preston annonce que la production d'une version pour la Wii U est remise en question puisque la compagnie propriétaire des logiciels ayant été utilisés pour la confection du jeu, YoYo Games, n'était plus en mesure d'assurer la compatibilité de son logiciel (Game Maker) avec la Wii U à cause d'un différend contractuel avec la compagnie ayant été employée pour développer ladite plateforme.
Depuis le lancement de la version pour ordinateurs, Hyper Light Drifter a reçu plusieurs correctifs. L'une de ces rustines a eu pour but de rendre le jeu plus facile à la suite des impressions générales des premiers utilisateurs. Heart Machine ajouta une brève période d'invincibilité après que le joueur s'est élancé (fonction « dash »). Cette modification a généré un débat houleux au sein de la communauté entre deux factions de joueurs : ceux qui apprécient le correctif apporté et ceux qui préfèrent la version antérieure. Après seulement trois jours, Heart Machine proposa une nouveau correctif pour rebalancer la mécanique du jeu en faveur des tenants d'un Hyper Light Drifter plus difficile,.
En septembre 2016, Preston fait l'annonce officielle que les versions Wii U et PlayStation Vita ont été annulées. En mars 2018, la compagnie Abylight fait part de sa volonté d'éditer une version bonifiée du jeu pour la Nintendo Switch « au courant de l'été ». Finalement, une version dématérialisée de Hyper Light Drifter - Special Edition est sortie sur le Nintendo eShop de la Nintendo Switch le 6 septembre 2018. L'Édition spéciale a aussi été adaptée pour les appareils Apple iOS dès le 25 juillet 2019.

## Accueil
Hyper Light Drifter est l'objet de critiques élogieuses et obtient une note de 85/100 sur le site d'agrégation Metacritic. Les critiques encensent la direction artistique et le rendu visuel, la bande sonore et la mécanique de combat. Kyle Hilliard du site Game Informer décerne une note de 9,5/10 au jeu tout en notant qu'il peut déjà affirmer qu'il s'agit de « l'une de ses meilleures expériences de l'année ». De son côté, Brandin Tyrell, du site américain IGN, complimente Hyper Light Drifter de cette manière : « Voici un jeu qui mélange parfaitement la sensibilité et l'esthétisme indémodables d'un jeu traditionnel 16-bit aux nuances pixelisées d'un jeu indépendant.» Christian Donian de Eurogamer relève la qualité de la trame musicale composée par Disasterpiece et « l'atmosphère intoxicante» du jeu. Finalement, Kevin VanOrd de GameSpot ajoute que la « direction artistique est riche et bien réfléchie » et que le système de combat est « fluide, demandant, mais juste ».
Hyper Light Drifter a reçu une mention honorable de la part du Festival des jeux indépendants en 2015.
Malgré l'annulation du titre sur Wii U, le personnage du Drifter est jouable dans deux jeux exclusifs à la console, Runbow et Hex Heroes. Le protagoniste est également jouable dans Brawlout, un jeu de combat multi-supports.